# Turanogryllus stolyarovi
Turanogryllus stolyarovi är en insektsart som beskrevs av Andrej Vasiljevitj Gorochov 1986. Turanogryllus stolyarovi ingår i släktet Turanogryllus och familjen syrsor. Inga underarter finns listade i Catalogue of Life.